# قائمة الأولويات الوطنية

خريطة قائمة الأولويات الوطنية.

قائمة الأولويات الوطنية هي قائمة أولويات مواقع النفايات الخطرة في الولايات المتحدة المؤهلة للتحقيق العلاجي طويل الأجل والإجراءات العلاجية (التنظيف) الممولة في إطار برنامج استجابة بيئية شاملة الفيدرالي. تحدد لوائح وكالة حماية البيئة عملية رسمية لتقييم مواقع النفايات الخطرة ووضعها على قائمة الأولويات الوطنية. تهدف قائمة الأولويات الوطنية في المقام الأول إلى توجيه وكالة حماية البيئة في تحديد المواقع الملوثة للغاية بحيث تتطلب المزيد من التحقيق والتنظيف بشكل كبير.
من بين 40.000 موقع من مواقع استجابة بيئية شاملة الفيدرالية في جميع أنحاء البلاد، يوجد حوالي 1600 موقع على القائمة. الغالبية العظمى عبارة عن عمليات تنظيف قصيرة المدى غير مدرجة في القائمة. تم تمويل برنامج استجابة بيئية شاملة الفيدرالي في الأصل من خلال ضريبة على شركات النفط. في عام 1995 اختار الكونجرس عدم تجديد الضريبة ويدفع دافعو الضرائب حاليًا مقابل تنظيف المواقع التي لا توجد فيها جهات مسؤولة ماليًا.